# Судан (област)
Вижте пояснителната страница за други значения на Судан.
Судан (от арабското bilâd as-sûdân – страна на черните хора) е природогеографска област в Африка, простираща се от южната граница на природната област Сахел на север до 4 – 8°С.ш. на юг и от Атлантическия океан на запад до Етиопската планинска земя на изток. Площта на областта е около 5 млн. km². Тя включва историческите области:
- Западен Судан – териториите на Мавритания, Сенегал, Гамбия, Гвинея, Мали, Кот д'Ивоар, Буркина Фасо, Гана, Того, Бенин, Нигер и Нигерия;
- Централен Судан – териториите на Камерун, Чад и ЦАР;
- Нисък Судан – териториите на Судан, Южен Судан и Етиопия.[2]

## Геоложки строеж, релеф
Природната област Судан се намира в пределите на докамбрийската Африканска платформа. Нейните синеклизи съответстват на падините по средното течение на река Нигер, езерото Чад и река Бели Нил, които са запълнени с пясъчно-глинести наслаги. Средната надморска височина е от 200 до 500 m, а на запад в низината Сенегамбия – под 200 m н.в. Между падините се издигат платата Джос, Дарфур и Кордофан, над които стърчат остатъчни островни масиви. Древни конуси на угаснали вулкани се издигат в Сенегал и Дарфур (връх Мара, 3088 m – най-високата точка на природната област). Най-важните елементи на релефа са широките долини на постоянно течащите реки, сухите речни долини (уади), езерните падини и др. Формирането на релефа в съвременния му вид е за сметка на процесите на изветряне и ерозионната дейност на водите и ветровете.

## Климат
Климатът на Судан е субекваториален, мусонен. През зимата духат североизточните пасати (т.нар. зимен мусон), често наричан „харматан“, като преобладава континенталния тропичен въздух и времето е сухо и горещо. Средната температура на най-хладния месец и от 20 до 26°С. През лятото господства югозападния мусон, с който постъпва влажен екваториален въздух и падат много валежи. Най-високите средномесечни температури (от 30 до 35°С) са обикновено преди настъпването на дъждовния сезон. Годишната сума на валежите нараства от север на юг от 100 mm до 2000 mm, а продължителността на влажния сезон – от 2 до 10 месеца.

## Води
Най-големите реки в региона са Нил със своите многобройни притоци, Нигер, Сенегал, Шари, Гамбия и др. Подхранването им е предимно дъждовно, с ясно изразено лятно-есенно пълноводие. Големи участъци по теченията на реките са заблатени. Най-голямото езеро в Судан е Чад.

## Почви, растителност
С нарастването на влажността на климата се извършва и постепенната смяна на ландшафтите от север на юг, от тропическите пустини на Сахара, през полупустините и саваните до влажните екваториални гори. По-голямата част от територията на Судан се заема от типични савани, сменящи се на юг с високотревисти (височина на тревата до 5 m) савани и листопадно-вечнозелени гори. В региона преобладават червените фералитни и алферитни почви, а също и червено-кафявите почви.
Областта се населява от племената манде, джолоф, сонгай, хауса, борну, багирми и др., повечето от които изповядват исляма.